# Raum der Lebensstile
Der Raum der Lebensstile ist ein Begriff des französischen Soziologen Pierre Bourdieu. Er wird erstmals in seinem 1979 veröffentlichten Werk Die feinen Unterschiede verwendet, das auf einer großangelegten empirischen Studie im Frankreich der 1960er Jahre beruhte. Demnach streiten sich die sozialen Akteure im Raum der Lebensstile um symbolisches Kapital. Bourdieu zufolge gehen materielle Auseinandersetzungen im Raum der sozialen Positionen mit symbolischen Auseinandersetzungen im Raum der Lebensstile einher. Die zwei relativ eigenständigen Subräume (Felder)  Raum der Lebensstile sowie Raum der sozialen Positionen bilden – über den Habitus vermittelt – den sozialen Raum. 

## Darstellung
Der Habitus leistet dabei zweierlei: Zum einen bringt er klassifizierbare Praxisformen hervor und zum anderen die Unterscheidung und Bewertung der Praxisformen und Produkte.
Zunächst öffnen und begrenzen die äußeren ökonomischen, sozialen und kulturellen Voraussetzungen des Individuums seinen Spielraum von Handlungsmöglichkeiten. Jede Klasse entwickelt für sie typische Lebensstile, die sich allerdings partiell überschneiden und nicht klar voneinander abgegrenzt werden können. 
Eine der wichtigsten Grundlagen der durch den Habitus gesteuerten Handlungen ist der Geschmack. Bourdieu versteht den Begriff des Geschmacks als hervorragendes Merkmal von Klasse, weil Menschen ähnlicher Herkunft in der Regel ähnliche Vorlieben entwickeln und gleichzeitig Netzwerke bilden, die die herrschenden Verhältnisse stabilisieren.
Er hebt die traditionelle Trennung zwischen höherwertiger Kultur (vgl. dazu auch Zivilisation) und minderwertigem  (bloßem) Konsum auf, beispielsweise die in Deutschland häufig praktizierte Unterscheidung zwischen E- und U-Musik, und untersucht zum einen Musik- und Kunstgeschmack verschiedener gesellschaftlicher Schichten bzw. Klassen, aber auch das tägliche Leben, wie die Auswahl der Nahrung und deren Zubereitung, die Entscheidung für einen bestimmten Kleidungsstil oder die Wohnungseinrichtung u. a., und ordnet diese Aspekte der Lebensweise einem differenzierten Klassenhabitus zu. Dabei berücksichtigt er historische Entwicklungen und andere dynamische Faktoren.
Der Geschmack lässt Rückschlüsse auf das Individuum, seine Herkunft und seine gegenwärtige Stellung innerhalb der Gesellschaft zu. Er ist ein Mittel zur Unterscheidung und somit ein distinktives Zeichen von Wertigkeit in einer symbolischen Ordnung. Jede Praxis ist distinktiv, unabhängig davon, ob sie bewusst ausgeführt wird oder nicht (Illusio).
Vor allem ist die Differenzierung von Geschmack in Bezug auf die bildende Kunst für die Herstellung von Klasse auf symbolischer Ebene bedeutsam. So macht es z. B. einen Unterschied, ob jemand sogenannten Kitsch, van Gogh oder moderne Kunst bevorzugt. Darüber hinaus  besitzen alltägliche Güter und Verhaltensweisen, wie z. B. die Bevorzugung von Fast Food und anderer übermäßiger Mahlzeiten auf der Seite der Angehörigen der unteren Klassen gegenüber teuren, gesunden und seltenen Nahrungsmitteln auf der Seite der „Herrschenden“, ebenfalls klassifizierende Wirkung. 
In erster Linie nehmen an den symbolischen Auseinandersetzungen diejenigen erfolgreich teil, die über die nötigen kulturellen und ökonomischen Voraussetzungen in Form von kulturellem und ökonomischem Kapital verfügen und auf Grund ihrer Herkunft Kompetenzen zum kreativen und innovativen Gebrauch „legitimer“ Kulturgüter und Lebensstile erworben haben. Die „herrschende Klasse“ setzt somit die Standards. Sie definiert die anerkannte Kultur, bestimmt, was ein Luxusgut ist und wie legitime Aneignungsweisen aussehen. Geeignet zur Unterscheidung der Schichten sind Güter und Stilformen, die einen Seltenheitswert besitzen und damit ihre Funktion der Abgrenzung von Besitztümern und Verhaltensweisen der breiten Masse erfüllen. Die Erfahrung von großzügiger Ausstattung mit ökonomischem und kulturellem Kapital prägt den Habitus der herrschenden Klasse. Ihr Habitus ist der „reine“, sichere Geschmack, der spielerische Umgang mit Vorschriften im Alltag wie in der Ästhetik, das Wohlgefallen am Nicht-Notwendigen, das Anders-sein-Wollen, der gekonnte Umgang mit Dingen und Menschen, der Wille, die eigenen differenzierten Maßstäbe und Praxisformen durchzusetzen. 
Die Lebensstile der beherrschten Klassen sind laut Bourdieu dagegen eher passiv und stehen im Kontrast zu denen der oberen Schichten. Auf Grund ihrer angespannten ökonomischen Situation ist ihr Habitus durch die alltäglichen Anforderungen geprägt. Ihre existenzielle Not führt häufig zu einem am Nutzen orientierten Streben nach materiellen Gütern. Ein nützlicher Materialismus und die Vorliebe für das Praktische sind charakteristisch.
Das von Bourdieu in mehrere Gruppen eingeteilte und differenziert beschriebene Kleinbürgertum hingegen strebe nach dem Aufstieg und orientiere sich am Geschmack und Lebensstil der Oberschicht. Dadurch nimmt es, so Bourdieu, den jeweils aktuellen symbolischen Gütern ihre Exklusivität und damit ihren Wert und zwingt die kulturell hegemonialen Schichten, sich neue legitime Kulturgüter zu suchen. Die Mittelschichten bemühen sich, die von den oberen Schichten vorgegebenen Konventionen zu erfüllen. Sie übernehmen deren Kultur und versuchen, durch den Erwerb von Bildung sozial aufzusteigen. Überanpassung, die kritiklose Befolgung von Regeln und die ängstliche Vermeidung von Fehlern sind häufig kennzeichnend.
Neben den symbolischen Auseinandersetzungen zwischen den Klassen beschreibt Bourdieu die Rivalität innerhalb der Oberschicht zwischen der Wirtschafts- und Kulturelite. Die symbolischen Auseinandersetzungen zwischen und innerhalb der Klassen beziehungsweise Schichten sind laut Bourdieu die vergessene Dimension des Klassenkampfes.